# (18075) Donasharma
(18075) Donasharma (2000 DD5) – planetoida z grupy pasa głównego asteroid okrążająca Słońce w ciągu 3,9 lat w średniej odległości 2,48 j.a. Odkryta 28 lutego 2000 roku.